# Giro delle Fiandre 1936
Il Giro delle Fiandre 1936, ventesima edizione della corsa, fu disputato il 5 aprile 1936, per un percorso totale di 250 km. Fu vinto dal belga Louis Hardiquest, al traguardo con il tempo di 7h30'00", alla media di 33,333 km/h, davanti ai connazionali Edgard De Caluwé e François Neuville.
I ciclisti che tagliarono il traguardo a Wetteren furono 26.

## Ordine d'arrivo (Top 10)
| Pos. | Corridore             | Squadra                   | Tempo    |
| ---- | --------------------- | ------------------------- | -------- |
| 1    | Louis Hardiquest      | De Dion-Bouton            | 7h30'00" |
| 2    | Edgard De Caluwé      | Dilecta-Wolber            | s.t.     |
| 3    | François Neuville     | Helyett-Hutchinson        | s.t.     |
| 4    | Cyriel van Overberghe | Mercier-Hutchinson        | s.t.     |
| 5    | Albert Hendrickx      | Alcyon-Dunlop             | a 25"    |
| 6    | Leopold Vandenbossche | Dilecta-Wolber            | a 3'00"  |
| 7    | Petrus van Teemsche   | Genial Lucifer-Hutchinson | s.t.     |
| 8    | Romain Gijssels       | Dilecta-Wolber            | s.t.     |
| 9    | Jean Wauters          | Helyett-Hutchinson        | s.t.     |
| 10   | Michel D'Hooghe       | Van Hauwaert              | s.t.     |